# Forever and a Day
Singles par Kelly Rowland
Grown Woman
(2010) Invincible
(2010)
Forever and a Day est une chanson de la chanteuse américaine Kelly Rowland sorti le 20 septembre 2010.

## Formats et liste des pistes
- Téléchargement digital[1]

1. "Forever and a Day" – 3:34

- Single remix officiel[2]

1. Forever and a Day (Antoine Clamaran Remix Edit) - 3:38

- Digital Remixes EP

1. "Forever and a Day" (Mantronix Remix) - 5:39
2. "Forever and a Day" (Donaeo Dub Remix) - 7:14
3. "Forever and a Day" (Donaeo Remix) - 7:14

## Classements
| Classement (2010)               | Meilleure position |
| ------------------------------- | ------------------ |
| Belgique (Flandre Ultratip 100) | 40                 |
| Slovaquie (IFPI Rádio)          | 64                 |
| Royaume-Uni (UK Singles Chart)  | 49                 |

## Historique de sortie
| Pays             | Date              | Format                 | Label            |
| ---------------- | ----------------- | ---------------------- | ---------------- |
| Belgique         | 20 septembre 2010 | Téléchargement digital | Universal Music  |
| Danemark         | 20 septembre 2010 | Téléchargement digital | Universal Music  |
| France           | 20 septembre 2010 | Téléchargement digital | Barclay Records  |
| Japon            | 20 septembre 2010 | Téléchargement digital | Universal Music  |
| Suède            | 20 septembre 2010 | Téléchargement digital | Universal Music  |
| Brésil           | 22 septembre 2010 | Téléchargement digital | Universal Music  |
| Irlande          | 24 septembre 2010 | Téléchargement digital | Universal Music  |
| Royaume-Uni      | 27 septembre 2010 | Téléchargement digital | Universal Island |
| Australie        | 8 octobre 2010    | Téléchargement digital | Universal Music  |
| Suisse           | 8 octobre 2010    | Téléchargement digital | Universal Music  |
| Italie           | 11 octobre 2010   | Téléchargement digital | Universal Music  |
| Nouvelle-Zélande | 11 octobre 2010   | Téléchargement digital | Universal Music  |
| Irlande          | 24 octobre 2010   | Remixes digital EP     | Universal Music  |
| Royaume-Uni      | 24 octobre 2010   | Remixes digital EP     | Universal Island |
| France           | 15 novembre 2010  | Single remix officiel  | Barclay Records  |

| Pays        | Date              | Format         |
| ----------- | ----------------- | -------------- |
| Royaume-Uni | 18 août 2010      | World premiere |
| Royaume-Uni | 10 septembre 2010 | Urban music    |
| Royaume-Uni | 15 septembre 2010 | Mainstream     |
| France      | 18 novembre 2010  | All            |